# Potrzeszcz
Potrzeszcz (Emberiza calandra) – gatunek małego ptaka z rodziny trznadli (Emberizidae).

## Zasięg występowania
Zamieszkuje zachodnią, południową i środkową Europę, Afrykę Północną oraz Azję aż po północno-zachodnie Chiny. W zasadzie osiadły, ale część ptaków z północy migruje zimą bardziej na południe.
W Polsce liczny ptak lęgowy, najliczniej występuje w krajobrazie rolniczym zachodniej części kraju, zwłaszcza w Wielkopolsce. Według szacunków Monitoringu Pospolitych Ptaków Lęgowych, w latach 2013–2018 krajowa populacja potrzeszcza liczyła 1 745 000 – 2 116 000 par lęgowych. W latach 2000–2016 populacja tego ptaka wzrosła o ponad 60%, najwięcej procentowo w Polsce północno-wschodniej, gdzie kiedyś ptak ten był skrajnie nieliczny.

## Systematyka
Takson ten często umieszczany jest w monotypowym rodzaju Miliaria z powodu braku dymorfizmu płciowego, innego okresu pierzenia oraz różnic w budowie struktury dzioba oraz skrzydeł. Najnowsze badania molekularne sugerują jednak, że różnice genetyczne są tak małe, że umieszczenie tego taksonu w monotypowym rodzaju jest nieuzasadnione. Międzynarodowy Komitet Ornitologiczny (IOC) wyróżnia dwa podgatunki E. calandra:
- E. calandra calandra – północno-zachodnia Afryka, Wyspy Kanaryjskie, Europa do Turcji i Kaukazu, północny Iran.
- E. calandra buturlini – od Bliskiego Wschodu przez Azję Środkową do skrajnie północno-zachodnich Chin.

Proponowane podgatunki clanceyi, thanneri, kleinschmidti, algeriensis, graeca, volhynica, sarmatia i ignobilis nie są obecnie uznawane, wszystkie zostały zsynonimizowane z podgatunkiem nominatywnym.

## Charakterystyka
Cechy gatunku
Większy od wróbla. Obie płci ubarwione jednakowo. Upierzenie brązowoszare z kreskowaniem, bez wyraźnych cech charakterystycznych, spód ciała jaśniejszy. Dziób masywny, z różowawą żuchwą. Brak bieli na sterówkach.
Śpiew – krótki, często powtarzany motyw o szeleszczącym i trzeszczącym brzmieniu (stąd polska nazwa ptaka). Śpiewa, siedząc na płocie lub innym dobrze widocznym miejscu.
Wymiary średnie
długość ciała 17–19 cm
rozpiętość skrzydeł ok. 26–32 cm
masa ciała 32–67 g

## Ekologia

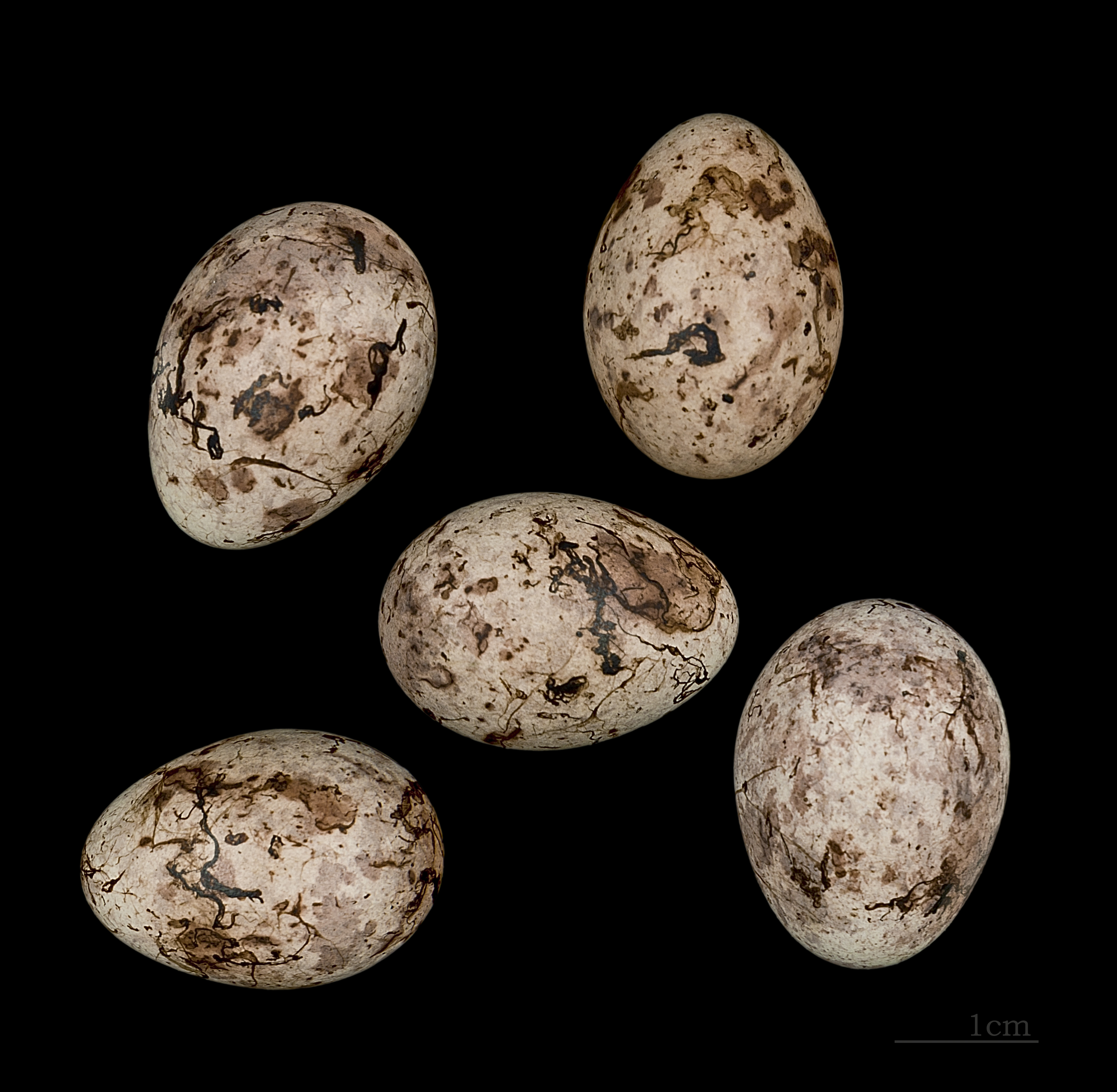
Jaja z kolekcji muzealnej

BiotopOtwarte tereny: pola uprawne, łąki i pastwiska, bez drzew lub z małą ich liczbą. Unika lasów i terenów silnie zadrzewionych.
GniazdoZawsze na ziemi – w kępie traw, w łanie koniczyny, w zachwaszczonym kartoflisku.
JajaLęgi w maju i bardzo licznie powtarzane, po utracie pierwszego, w czerwcu. W zniesieniu 4–6 jaj o średnich wymiarach 24×17 mm, o tle biało- lub jasnobrązowym z dość dużymi plamkami w kolorze ciemnobrązowym.
Wysiadywanie, pisklętaOd zniesienia ostatniego jaja wysiadywanie trwa 12–14 dni, a zajmuje się nim wyłącznie samica. Pisklęta opuszczają gniazdo po ok. 9–13 dniach, ale nie potrafią jeszcze wtedy latać i kryją się w gęstej trawie w pobliżu gniazda.
PożywienieNasiona zbóż i chwastów, ale również drobne owady.

## Status i ochrona
IUCN uznaje potrzeszcza za gatunek najmniejszej troski (LC – Least Concern) nieprzerwanie od 1988 roku. Liczebność światowej populacji, w oparciu o szacunki BirdLife International dla Europy z 2015 roku, wstępnie ocenia się na 180–320 milionów dorosłych osobników. Globalny trend liczebności populacji uznawany jest za spadkowy.
Na terenie Polski gatunek ten jest objęty ścisłą ochroną gatunkową. Na Czerwonej liście ptaków Polski został sklasyfikowany jako gatunek najmniejszej troski (LC).